# Oleg Butković
Oleg Butković, né le 4 mai 1979 à Rijeka, est un homme politique croate, membre de l'Union démocratique croate (HDZ). Il est ministre des Affaires maritimes, des Transports et des Infrastructures depuis le 22 janvier 2016.